# 三宅村 (福井県)
三宅村（みやけむら）は福井県遠敷郡にあった村。現在の三方上中郡若狭町の南西部、北川左岸にあたる。

## 地理
- 山岳：千石山
- 河川：北川

## 歴史
- 1889年（明治22年）4月1日 - 町村制の施行により、仮屋村、三宅村、市場村、井ノ口村、天徳寺村、神谷村及び日笠村の区域をもって、三宅村が発足する。
- 1954年（昭和29年）1月1日 - 三宅村、鳥羽村、瓜生村、熊川村及び野木村が合併して、上中町が発足する。

## 交通

### 鉄道路線
- 日本国有鉄道
  - 小浜線
    - 三宅駅（現・上中駅）

### 道路
- 国道27号